# Robert Havard
Robert Emlyn Havard (Este de Inglaterra, 15 de marzo de 1901–1985) fue un médico británico que atendía a C. S. Lewis, a su esposa Joy y a J. R. R. Tolkien. Lewis y Havard se unieron a la vez al cenáculo literario oxoniense de los Inklings por el interés literario que compartían con el grupo. Al igual que Tolkien, Havard era católico.

## Biografía
Havard estudió química en el Keble College de Oxford, y posteriormente se licenció en medicina en el Gonville y Caius College de Cambridge. Allí participó en un estudio publicado en 1926 bajo el título «The influence of exercise on the inorganic phosphates of the blood and urine» (‘La influencia del ejercicio sobre los fosfatos inorgánicos en la sangre y en la orina’), publicado en The Journal of Physiology. Se formó en el Hospital Guy de Londres en 1927 y obtuvo su título de médico como licenciado en Medicina (BM) y licenciado en Química (BCH). Además, en 1934 alcanzó el doctorado en Medicina (DM). Ese mismo año trabajó en el Departamento de Bioquímica de la Universidad de Leeds. Posteriormente pasó como asistente de investigación al Queen's College de Oxford, y trabajó allí como médico de cabecera.

## Havard y losInklings
Robert Havard fue el único miembro no literario de la tertulia de los Inklings, a la que acudió desde 1930 hasta la década de 1940 en Oxford, introducido por sus pacientes C. S. Lewis y J. R. R. Tolkien. El personaje llamado «Dolbear» en Los papeles del Notion Club, una narración póstuma de Tolkien sobre un club literario remedo de los Inklings, es el alter ego de Havard. C. S. Lewis dedicó su novela El príncipe Caspian, de Las crónicas de Narnia, a la hija de Havard.
Havard era propenso a recibir sobrenombres de los Inklings. Se referían a él a menudo como «Useless Quack» (‘graznido inútil’), mote creado por Warren Lewis en una ocasión en que se irritó por su tardanza, y propagado por su hermano Jack, que pensó que era divertido. La abreviatura «U. Q.» fue desde entonces una referencia común a Havard. En otras ocasiones le llamaban «el almirante rojo» por el color de su barba durante su servicio en la Armada, en la que se alistó como oficial médico durante la Segunda Guerra Mundial para combatir la malaria. Hugo Dyson le llamó «Humphrey» en una ocasión, al no poder recordar su nombre. Después de aquello, a Havard se le conocía frecuentemente como el «Dr. Humphrey Havard», hasta el punto que cuando Douglas Gresham le conoció años más tarde como su paciente, pasó algún tiempo hasta que se percató de que el nombre de Robert Havard no era realmente Humphrey.

## Trabajos académicos
- Havard, R. E.; Reay, G. A. (1926). «The influence of exercise on the inorganic phosphates of the blood and urine». The Journal of Physiology (Cambridge: Cambridge University Press para la Physiological Society). ISSN 0022-3751. PMC 1514798.